# Željko Milović
Željko Milović (1968.,Bar, Crna Gora), crnogorski književnik i novinar.

## Novinar, esejista
Objavljuje od 1986. godine muzičke kritike, članke i eseje, kao i raznovrsne tekstove vezane za probleme kulture i supkulture. Dugugodišnji član redakcije kultnih podgoričkih (Omladinskih) Grafita devedesetih. 
Od 1994. radi kao novinar, voditelj i urednik emisija na Radio Baru. Sedam godina uređivao je omladinski magazin Put za jug, a godinu duže rock serijal Billy Joe & Lollita u carstvu čuda. Za angažovani prilog o ekološkoj crnoj tački u barskoj opštini Dajmo šansu moru: Deponija Ćafe osvojio je Grand Prix - Zlatni mikrofon i prvo mjesto na trećem Festivalu radijskog stvaralaštva Crne Gore 2010. godine. Okušao se i kao autor etno-reportaža Kutija sa začinima zemlje: za reportažu o selu Zupci dobio je treću nagradu na Radijskom festivalu u Nikšiću 1998. godine, a za reportažu o dvooltarnoj crkvi Sveta Tekla drugu nagradu na Smotri radijskog stvaralaštva u Beranama 2009. godine. Autor je i sastavljač pitanja za kvizove Koliko poznajem svoj grad? od 2009. do 2019. godine. 
U periodu od 1999. do 2003. bio je urednik Barskih novina i bARS časopisa za umjetnost i kulturu, a od 2007 do 2010. urednik Novih barskih novina. Od 2006. je urednik portala Bar Info - dnevnih novina Bara na internetu.

## Književnost, muzika, film
S još nekoliko pisaca, 1993. godine osniva Udruženje književnika Ars Antibari, čiji su članovi bili pjesnici i prozaisti iz Crne Gore i Srbije, među kojima i poznati rokeri Margita Stefanović, Brane Babić Kebra, Nandor Ljubanović i Nikola Vranjković. 
Bio je priređivač tri zbornika ovog udruženja: 
- Zvona ispod mora (1993) - kopriređivač
- Izgleda da će jugo (1996)
- Da li da ti kažem ko te je ubio, Gea? (1999)

Dobitnik je književne nagrade Ćamil Sijarić za zbirku pripovjedaka za 2006/07. godinu. Autorske večeri na Barskom ljetopisu priređene su mu 1998. i 2008. godine. Bio predstavnik Crne Gore na Festivalu priča Pričigin u Splitu, 2010. i 2011. godine, i na Struškim večerima poezije 2010. i 2011. godine, a prvi je exYU pisac koji je nastupio na festivalu Poetske noći u Velestovu (MKD) 2011, 2013. i 2015. godine. Sarađivao u izradi petoknjižja Istorijski leksikon Crne Gore. Član je Matice crnogorske i Udruženja književnika Crne Gore. 
Gostovao je, kao glavni vokal, autor teksta i koautor muzike, barskom rock bendu "Akademia" 2016. godine na singlu "Sanjaj, balerina" (album "Retrospektiva 2016-2021 - Brzi razvoj koči..." objavljen 2020), te kao jedan od dva vokala u pjesmi "Noć bez kraja" (objavljeno na CD "Akademia, the best of", 2016. godine). Pojavio se u ulozi mornara u alternativnom spaghetti-westernu "Za šaku priganica" by Zupci Production, 2000. godine, i u ulozi glavnog inkvizitora u spotu Andree Demirović "Ja sam ti san" 2019. godine.   
Autor je izložbe fotografija, dokumenata i memorabilija "Najljepše su pjesme tebi ostale - prve četiri decenije barskog pop-rocka" (nov. 2019, galerija "Velimir A. Leković", Bar). Autor je dokumentarnog filma "Bar na vremenskoj kapiji" (dec. 2020, produkcija Media Pro).   
Od 2019. godine, Milović je urednik izdavačke kuće "Mediteran Multimedia" iz Bara.   

## Monografija o crnogorskom pop-rocku
Milovićevo ključno autorsko djelo jeste monografija “Crnogorska pop-rok scena 1954-1991”, na 620 strana, u okviru koje je 259 monografskih jedinica i 346 slika, od čega se 95% prvi put objavljuje. To je knjiga u kojoj su obrađene sve važnije grupe i ličnosti crnogorske pop-rock scene koje su djelovale u ovom periodu. Publikovani su podaci o objavljenim nosačima zvuka, gitarijadama, festivalima, crnogorskim muzičarima koji su uspjeli u inostranstvu, časopisima koji su se bavili muzikom, novinarima i medijima. Priča započinje Zabavnim orkestrom Radio Titograda, koji je pod vođstvom Eugena Hajzlera napravio prve korake za takvu vrstu muzike u Crnoj Gori, 1954. godine, a završava Rambovim albumom “Psihološko-propagandni komplet M91” iz 1991.
“Prvi put je sistematično ispisana istorija pop i rock muzike u Crnoj Gori, od stidljivih naznaka pedesetih godina, romantičnih šezdesetih, preko nesigurnih sedamdesetih do rasviranih osamdesetih. I knjiga,tako podijeljena po decenijama, iz sasvim novog ugla daje priču o alternativnoj istoriji Crne Gore”, zapisao je, između ostalog, recenzent Petar Janjatović. Izdavač knjige je Matica Crnogorska, urednik Ivan Jovović, a dizajnerka Suzana Pajović. Ova je knjiga presudno uticala da Milović bude prvi laureat godišnje nagrade časopisa “Komun@”, a bio je i jedan od predloženih kandidata za najveću državnu nagradu - Trinaestojulsku. 

## Nagrada Komun@
Milović je prvi laureat godišnje nagrade časopisa “Komun@”, koja se dodjeljuje za promociju i valorizaciju kulturne baštine Crne Gore. Priznanje mu je dodijeljeno 2016. godine, jer je “afirmišući kulturnu baštinu kroz prizmu serije tekstova u različitim medijima, značajno doprinio kulturnoj baštini Crne Gore. Štampanje knjige u izdanju Matice Crnogorske ‘Crnogorska pop-rok muzika 1954-1991’, čiji je upravo on autor, u velikoj mjeri je opredijedilo žiri da mu dodjeli nagradu”.
Surađivao je u izradi petoknjižja "Istorijski leksikon Crne Gore". Dobitnik je književne nagrade Ćamil Sijarić za neobjavljenu zbirku pripovjedaka za 2006. – 2007.Predstavnik Crne Gore na Festivalu priča Pričigin u Splitu, 2010. i 2011. godine, i na Struškim večerima poezije iste godine. Član Udruženja književnika Crne Gore. 

## Monografije i namjenske publikacije
- Knjiga o Baru (2001) - koautor i kourednik (s prof. Suljom Mustafićem)
- Pristan, priča o srušenom gradu (2006) - koautor i kourednik (grupa autora)
- Bar s druge strane ogledala (2009) - autor
- Crnogorska pop-rock muzika, 1954-1991. (2015) - autor
- Mir, mir, Mirovica, 30 godina (2016) - autor
- Barski ljetopis - prvih 30 godina (2018)- koautor (grupa autora)
- Četrdeset godina Radio Bara (2019)- urednik i koautor
- Ljudi iz grada bez vratî  - (Ne)zaboravljeni Barani XX vijeka (2 toma) (2019) - autor
- Najljepše su pjesme tebi ostale - prve četiri decenije barskog pop-rocka (namjenska publikacija za izložbu, 2019) - autor

Kao "ghost writer", autor je i koautor još dvije monografije iz barske istorije. 

## Vanjske poveznice
- O crnogorskoj pop-grupi Makadam  Arhivirana inačica izvorne stranice od 19. siječnja 2011. (Wayback Machine)
- Portal Bar Infro  Arhivirana inačica izvorne stranice od 23. veljače 2009. (Wayback Machine)